# 유월절

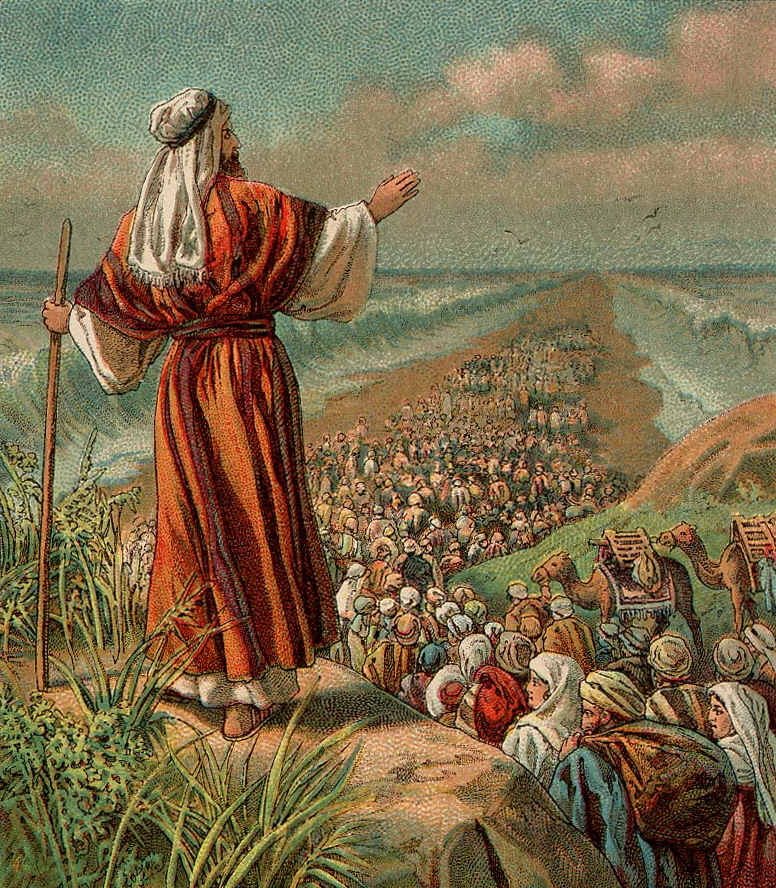
유월절 이후 애굽(이집트)으로부터 탈출하는 이스라엘

유월절(逾越節, 영어: Passover)은 페사흐(히브리어: פֶסַח, 영어: Pesach) 또는 과월절(過越節), 파스카(그리스어: πάσχα, פֶסַח로부터 유래)는 유대인들이 이집트 신왕국의 노예 생활로부터 탈출한 사건을 기념한 데서 유래한 날이다. 날짜는 유대력 니산월(1월) 14일 저녁이며 성경의 연간 절기 중 첫 번째 절기이다. 그레고리력의 3월 또는 4월에 해당한다. 고대 이집트에 내려진 10가지 재앙 중 마지막 재앙인 '장자들의 죽음'으로부터 넘어갔다는 데서 유래한 명칭이며, 하나님의 도움으로 재앙에서 구원받았다는 의미를 담고 있다.
유대교에서는 3절기 중 봄에 지내는 절기이기 때문에 '하그 에 아비브'(봄축제)라고도 하며 노예 생활로부터의 탈출을 강조하는 의미에서 '즈만 헤루테누'(자유의 때)라고도 한다. 신약성경에서 유월절은 예수의 최후의 만찬이 이뤄진 날로 기록되었다.

## 구약 성경의 유월절

### 예식
출애굽기에 기록된 유월절 예식은 다음과 같다. 먼저 흠 없는 수컷 양을 잡아 그 피를 집 문설주와 인방에 바른 뒤 그 양을 살과 내장을 모두 굽고, 무교병(누룩을 넣지 않은 빵)과 쓴 나물을 곁들여 먹는다. 애굽을 떠날 채비를 하듯, 신을 신고 허리띠를 두른 뒤 지팡이를 잡고 식사를 하며 식사 후 아침이 될 때까지 집 밖으로 나가지 않는다. 구약율법에서 유월절은 할례를 받아야 지킬 수 있다.
이것이 여호와의 유월절이니라 ... 내가 애굽 땅을 칠 때에 그 피가 너희의 거하는 집에 있어서 너희를 위하여 표적이 될지라 내가 피를 볼 때에 너희를 넘어가리니 재앙이 너희에게 내려 멸하지 아니하리라 — 개역한글판/출애굽기 12:1-14

### 의미
애굽에서 해방된 이후 유대인들은 애굽의 종살이에서 해방되었다는 것과 재앙으로부터 보호한 하나님을 기념하기 위해 매년 이 절기를 지키고 있다. 구약의 가장 중요한 율법인 십계명의 서문에도 이스라엘 민족을 애굽에서 인도해 낸 날로서 유월절의 의미가 기록되어 있다.

### 유대교의 유월절 예식

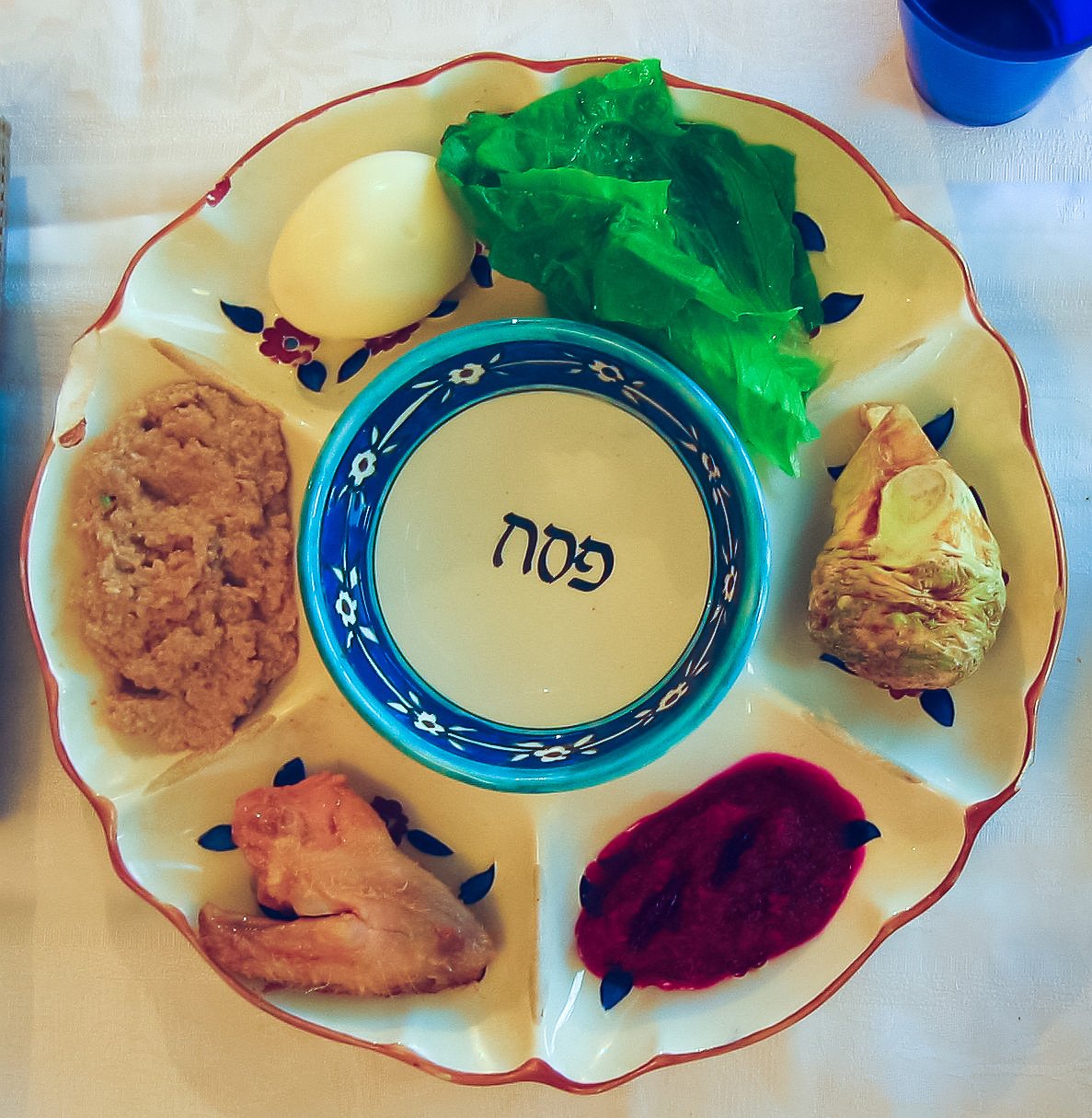
유대교의 유월절 식사 접시

유대교에서는 하가다(הַגָּדָה)라고 불리는 율법과 예식에 따라 엄격히 시행한다. 니산월 10일부터 식사 때 먹을 어린양을 골라 세데르(סֵדֶר)라 불리는 유월절 만찬을 니산월 14일 밤에 먹는다. 이때 어린양은 일 년 된 수컷으로 준비한다. 가정의 아들(보통은 막내) 한 명이 지명을 받아 어른들에게 '왜 오늘 밤은 다른 밤과 구별되는가'에 대해 질문을 하며 이집트에서 해방된 이야기와 로마 지배에서 해방되어야 함을 기도형식으로 대답하고, 식사를 끝낼 때 모인 사람들은 '내년은 예루살렘에서'라고 말한다. 이는 과거 유월절에 이집트에서 해방되었던 일을 기념할 뿐만 아니라 앞으로 도래할 메시아에 대한 희망을 품은 성격이 있음을 의미한다.

### 제2유월절
제2유월절(영어: Second Passover, 히브리어: פסח שני)은 매년 2월 14일이다. 유월절인 1월 14일로부터 한 달째 되는 날이다. 유월절 당일에 율법상 부정하게 된 자들이 있어 모세가 방법을 하나님 여호와께 물었을 때 2월에 유월절을 지키라는 명령에 의해 제정된 절기이다. 성경에 있는 연간 절기 중에 두 번의 지킬 기회가 있는 절기는 유월절이 유일하다.
이스라엘 자손에게 고하여 이르라 너희나 너희 후손 중에 시체로 인하여 부정케 되든지 먼 여행 중에 있든지 할찌라도 다 여호와 앞에 마땅히 유월절을 지키되 이월 십사일 해 질 때에 그것을 지켜서 ..— 민수기 9:10-11

#### 사례
- 모세는 제2유월절을 광야에서 지켰는데, 이는 여행이나 부정함으로 인해 유월절을 정기에 지킬 수 없는 상황이 벌어졌기 때문이다.[11][12]
- 히즈키야(히스기야)는 성결케 한 제사장이 부족했고 유다 백성도 예루살렘에 모이지 못하였기에 이월에 유월절을 행하였다.[13]

### 유월절과 무교절의 관계
유월절은 니산월 14일 저녁이고 무교절은 15일이다.
무교절이 봄 절기의 대표 절기명이다. 유월절과 무교절을 같은 절기로 혼동하는 경우도 있으나 성경상 유월절과 무교절은 절기 날짜, 의미, 의식 등 엄연히 다른 절기이다.
정월 십사일 저녁은 여호와의 유월절이요 이 달 십오일은 여호와의 무교절이니 칠 일 동안 너희는 무교병을 먹을 것이요— 레위기 23:5-6

유월절을 무교절의 첫날이라고도 한다. 그 이유는 유월절이 실제 이틀에 걸쳐 진행되어서 무교절과 겹치는 시간이 존재하기 때문이다. 유대인들은 하루의 시작이 일몰 직후 저녁부터이며 닛산월 14일 밤 -> 닛산월 14일 낮 -> 닛산월 15일 밤 이렇게 시간 순서가 되고 실제적으로 유월절이 닛산월 14일 낮에서 닛산월 15일 밤까지 이틀에 걸쳐 행해진다. 출애굽기 12장 3절에 보면 닛산월 10일에 어린 양을 잡고 6절에 보면 14일까지 간직하다가 즉 14일 밤을 지나 14일 낮까지 간직하고 있다가 해 질 때라는 것은 14일에서 15일로 넘어가는 그때를 의미한다. 해가 완전히 져서 밤이 되면 15일이 시작되고 14일이 끝나가는 그때 양의 피를 문설주와 인방에 바른다. 8절에 그 밤은 14일과 15일 사이의 해 질 때가 지나고 닛산월 15일의 밤, 즉 무교절이 된다. 그러니까 유월절이 실제적으로 이틀에 걸쳐 진행이 되고 닛산월 15일 밤은 유월절과 무교절이 겹치는 시간이 된다. 그래서 유월절을 무교절의 첫날이라고도 한다.
3 너희는 이스라엘 회중에게 고하여 이르라 이 달 열흘에 너희 매인이 어린 양을 취할지니 각 가족대로 그 식구를 위하여 어린 양을 취하되
4 그 어린 양에 대하여 식구가 너무 적으면 그 집의 이웃과 함께 인수를 따라서 하나를 취하면 각 사람의 식량을 따라서 너희 어린 양을 계산할 것이며
5 너희 어린 양은 흠 없고 일년 된 수컷으로 하되 양이나 염소 중에서 취하고
6 이달 십사일까지 간직하였다가 해질 때에 이스라엘 회중이 그 양을 잡고
7 그 피로 양을 먹을 집 문 좌우 설주와 인방에 바르고
8 그 밤에 그 고기를 불에 구워 무교병과 쓴 나물과 아울러 먹되
9 날로나 물에 삶아서나 먹지 말고 그 머리와 정강이와 내장을 다 불에 구워 먹고

10 아침까지 남겨 두지 말며 아침까지 남은 것은 곧 소화하라— 출애굽기 12:3-10

## 신약 성경의 유월절

### 예수 최후의 만찬

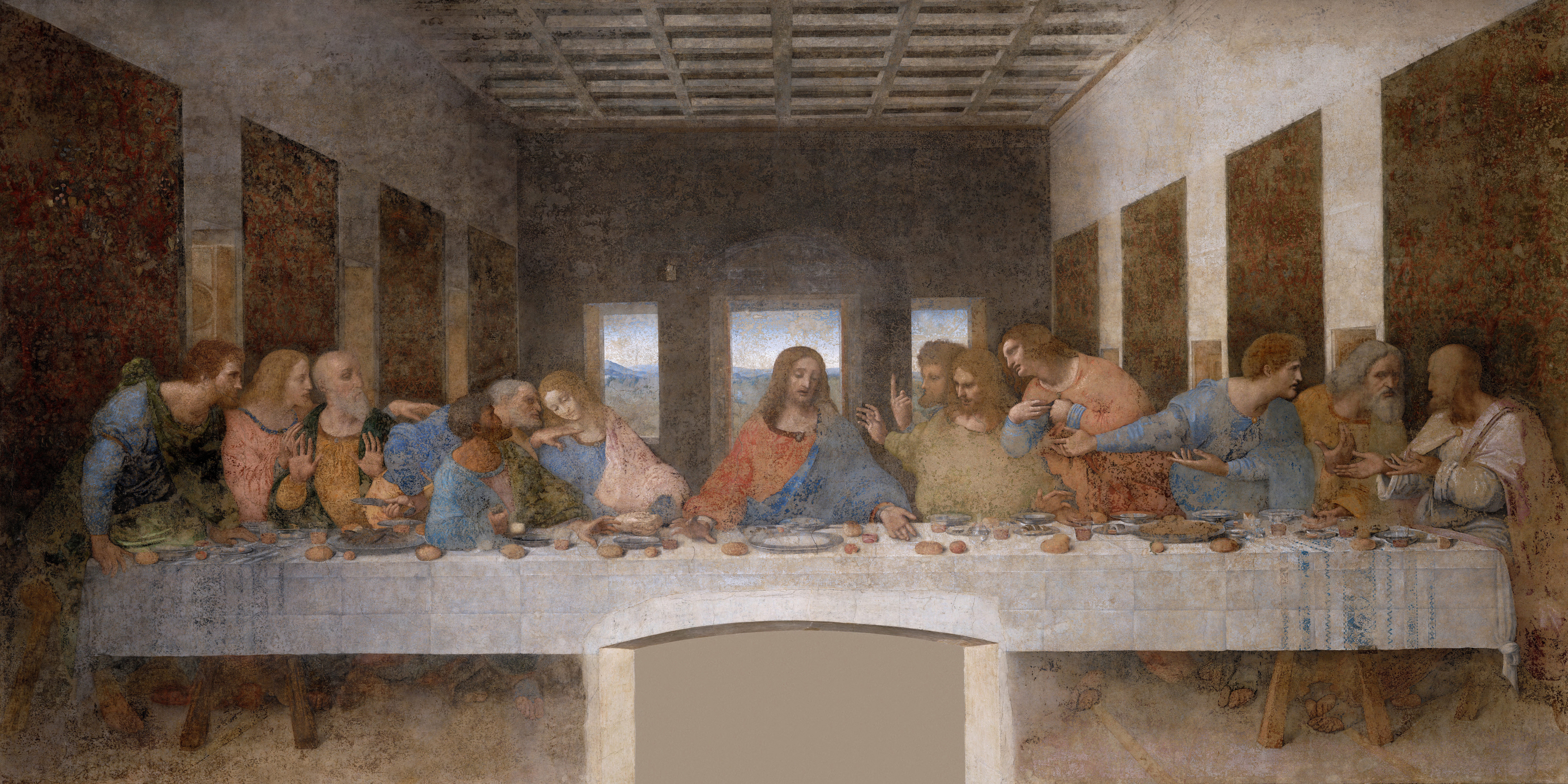
최후의 만찬 - 레오나르도 다 빈치 작품

공관복음은 최후의 만찬으로 알려진 예수의 마지막 성찬식이 이뤄진 날을 유월절로 기록하고 있다. 유월절에 대한 기록은 예수의 살과 피를 상징하는 떡과 포도주에 관해 중요하게 다루고 있다.
이르시되 내가 고난을 받기 전에 너희와 함께 이 유월절 먹기를 원하고 원하였노라 ... 또 떡을 가져 사례하시고 떼어 저희에게 주시며 가라사대 이것은 너희를 위하여 주는 내 몸이라 너희가 이를 행하여 나를 기념하라 하시고 저녁 먹은 후에 잔도 이와 같이 하여 가라사대 이 잔은 내 피로 세우는 새 언약이니 곧 너희를 위하여 붓는 것이라— 누가복음 22:15,19-20

### 사도 바울로의 서신
사도 바울로의 서신에서도 유월절에 대해 기록하고 있다.
그리스도께서 우리의 과월절(유월절) 양으로서 희생되셨으므로 이제 여러분은 누룩 없는 반죽이 되었습니다... 그러므로 우리는 사악과 음행이라는 묵은 누룩을 가지고 과월절(유월절)을 지내지 말고 순결과 진실이라는 누룩 없는 빵을 가지고 과월절(유월절)을 지냅시다.— 공동번역/고린도전서 5:7-8

## 현대의 유월절
현대에 와서도 유대교에서는 유대인의 관습에 따라 구약성경의 율법대로 유월절을 지키고 있다. 기독교에서는 로마 가톨릭교회와 동방 정교회 및 개신교의 주류 교파는 예수 그리스도가 구약의 율법을 완성하였다고 보고 유월절을 지키지 않는다. 신흥종교 중 유월절에 성찬식을 하는 교파가 간혹 있는데 방식은 조금씩 차이가 있다. 여호와의 증인은 유월절을 더 이상 지키지 않지만, 예수의 죽음을 기념하는 행사를 매년 거행한다. 하나님의 교회는 유월절에 세족식을 하고 성찬을 먹는다.

## 같이 보기
- 성경의 절기
- 무교절
- 성주간
- 최후의 만찬
- 사순 시기